# Барбертон (Вашингтон)
Барбертон (енгл. Barberton) насељено је место без административног статуса у америчкој савезној држави Вашингтон.

## Демографија
По попису из 2010. године број становника је 5.661, што је 1.044 (22,6%) становника више него 2000. године.
| Група             | 2000.         | 2010.         |
| Белци             | 4.245 (91,9%) | 4.904 (86,6%) |
| Афроамериканци    | 33 (0,7%)     | 70 (1,2%)     |
| Азијати           | 101 (2,2%)    | 168 (3,0%)    |
| Хиспаноамериканци | 112 (2,4%)    | 310 (5,5%)    |
| Укупно            | 4.617         | 5.661         |